# Amicale des magistrats tunisiens
L'Amicale des magistrats tunisiens (arabe : الجمعيّة الوداديّة للحكّام التونسيّين) ou AMT est une association professionnelle tunisienne.
Elle est fondée le 18 juillet 1946 par un groupe de magistrats avec à leur tête le juriste Mohammed Ben Ammar. Le 11 février 1990, elle devient l'Association des magistrats tunisiens. 

## Historique

### Création
L'amicale dépose son statut le 22 mars 1946, mais l'administration du protectorat français fait montre de réticence pour lui accorder un visa. Néanmoins, les autorités de l'époque n'ont aucune assise juridique pour s'opposer à sa création, seule sa nature laissant place à l'équivoque : est-ce une association de secours mutuels, comme stipulé par l'article 2 de son statut, qui serait ainsi régie par le décret du 6 août 1936 sur les associations, ou un syndicat professionnel, qui serait soumis dans ce cas aux dispositions du décret de 1932 sur les syndicats professionnels.
L'amicale aspire alors au regroupement des magistrats tunisiens en fonction et a pour objectif de renforcer les liens de solidarité entre magistrats et d'apporter son assistance à ses membres les plus nécessiteux,.
L'amicale milite aussi pour l'indépendance de la magistrature et la non-ingérence du pouvoir exécutif dans les missions qui lui sont dévolues, ainsi que pour l'égalité entre les magistrats tunisiens et français.
Elle rédige en outre un manifeste adressé au ministre français des Affaires étrangères pour protester contre les événements du 18 janvier 1952, et s'oppose à une circulaire qui touche de plein fouet la souveraineté tunisienne et la dualité de la magistrature.

### Bureaux
Le 6 décembre 1946, l'amicale tient son premier conseil, présidé par le juriste Mohammed Ben Ammar. Le conseil se compose des magistrats suivants :
- Mohamed Malki ;
- Mohammed Halioui ;
- Moussa El Kadhem Ben Achour ;
- Tahar Memmi ;
- Sadok Jaziri ;
- Abdelbaqui Boufaied ;
- Lamine Ben Abdallah ;
- Mohammed Annabi ;
- Habib Zitouna ;
- Hédi Madani ;
- Mohammed Ben Cheikh Salah Malki.

Le 20 janvier 1954, les magistrats élisent un nouveau bureau composé des membres suivants :
- Mohammed Ben Ammar : président ;
- Moussa El Kadhem Ben Achour : vice-président ;
- Mohammed Annabi : secrétaire ;
- Mohammed Ben Slama : secrétaire ;
- Mohammed Halioui : trésorier général ;
- Mahmoud Annabi : trésorier adjoint ;
- Mohamed Malki : assesseur ;
- Abdallah Mhedhebi : assesseur ;
- Mohammed Loussaief : assesseur ;
- Mohammed Krifa : assesseur ;
- Amara Ourir : assesseur ;
- Hédi Madani : assesseur.

## Pluralisme
De 1946 jusqu'aux années 1970, l'amicale est le seul organisme représentatif du corps des magistrats. Cependant, un groupe de jeunes magistrats tunisiens, invoquant le principe du pluralisme représentatif de la profession, créent, le 12 novembre 1971, l'Association des jeunes juges tunisiens. Cette association est dissoute le 15 avril 1985 par décision du tribunal administratif et sur demande du gouvernement.
L'Amicale des magistrats tunisiens, représentant historique des juges tunisiens, est ressuscitée le 11 février 1990 sous la dénomination d'Association des magistrats tunisiens, comme unique organisme représentatif de la profession.